# Chiesa di San Giovanni Battista (Monterosso Almo)
La basilica di San Giovanni Battista si trova a Monterosso Almo, in provincia di Ragusa.

## Storia

### La prima chiesa
È difficile risalire con precisione alla data di fondazione della prima chiesa. Si può ipotizzare il periodo dalla diffusione del culto di San Giovanni Battista nel territorio, ad opera dei Normanni, da riscontri o fonti indirette, poiché molti documenti dell'archivio parrocchiale sono andati perduti. A quell'epoca, Monterosso possedeva una sola chiesa, di cui non viene specificata l'intitolazione. La venerazione del Santo però è sempre stata molto diffusa nella zona, come dimostrato dalla toponomastica di alcune località, come puoju ri San Giuanni o rutti ri San Giuanni. Un'indicazione precisa sulla chiesa di San Giovanni Battista a Monterosso Almo tuttavia esiste: 
(Padre Samuele di Chiaromonte)

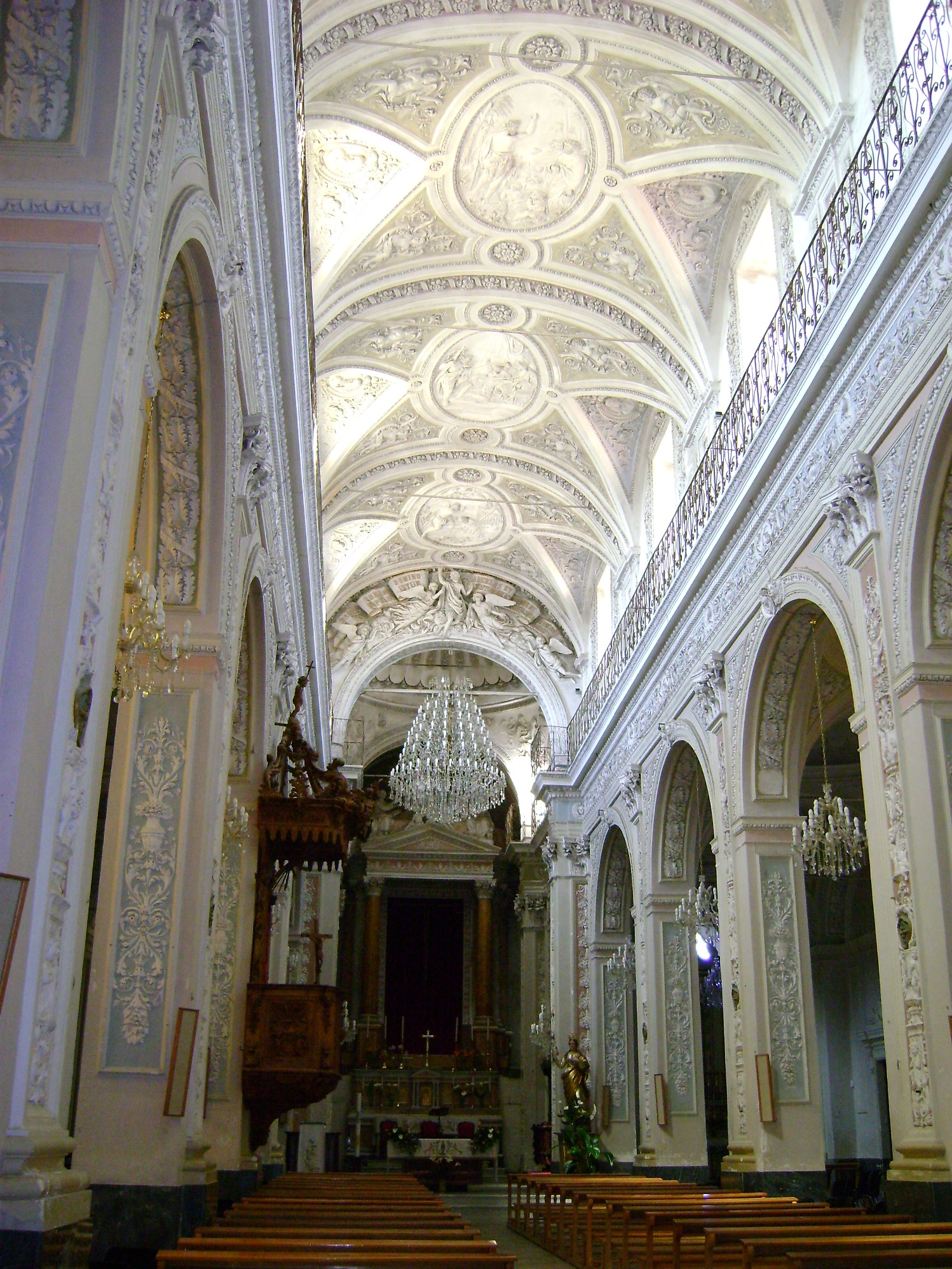
L'interno

 Certo è che la chiesa esisteva già nel XVI secolo, e probabilmente anche nel XV secolo. Dai Riveli del beni e delle anime, censimenti, si apprende che già nel 1593 esisteva il quartiere San Giovanni, sviluppatosi molto probabilmente attorno ad un'omonima chiesa. In un documento d'archivio del 19 novembre 1596, dove viene detto che la chiesa di San Francesco deve essere abbattuta e ricostruita vicino al convento e che durante il periodo di ricostruzione il Santissimo Sacramento deve essere portato dentro la chiesa di San Giovanni Battista.
Il 27 marzo 1634, il vescovo della diocesi di Siracusa, a cui apparteneva Monterosso, concesse ai procuratori della chiesa e della confraternita di San Giovanni Battista la "licenza di potersi fare, come gli è stato solito ogni anno, nel giovedì santo la processione del Cristo alla colonna, la mattina di Pasqua di Resurrezione la processione del Cristo resuscitato e nell'ultima domenica di Augusto la processione di Nostra Signora delli periculi...". Il 19 marzo 1651, l'allora arcivescovo Giovanni Antonio Capobianco fece una visita pastorale alla chiesa, annotando inoltre le tazze sacre che custodivano il Sacramento e gli altari (l'altare maggiore, l'altare di San Giovanni Battista con statua, l'altare di San Giovanni Evangelista, l'altare dei Santi Cosma e Damiano che corrisponde all'attuale altare di San Francesco di Paola, l'altare di San Giuseppe, l'altare del battesimo di San Giovanni, l'altare di Santa Caterina, l'altare di San Gregorio o delle anime del Purgatorio, l'altare della Pietà, l'altare di Santa Maria Maddalena e l'altare di Santa Maria dei Pericoli con statua. I documenti dell'archivio parrocchiale attestano che la chiesa, dal XVII secolo, era chiamata basilica, con diritto di battezzare sin dal 1645. Il 16 maggio 1653 le venne conferita l'autorizzazione ad amministrare i sacramenti.

### La seconda chiesa
La chiesa di San Giovanni uscì solo in parte danneggiata dal terribile terremoto che l'11 gennaio 1693 mise in ginocchio la Val di Noto. La stessa fortuna non interessò però anche la chiesa di Sant'Antonio e la chiesa Madre, che vennero rase al suolo. Proprio per questo, nei due anni successivi al sisma, la funzione di chiesa Madre fu ricoperta dalla chiesa di San Giovanni, già con il titolo di succursale, mentre veniva ricostruita la vera titolare. Le strutture del vecchio edificio della chiesa di San Giovanni Battista che resistettero al terremoto, furono inglobate nelle nuove. Il periodo successivo al sisma fu caratterizzato da un incredibile fervore ricostruttivo in tutta la Val di Noto. Anche Monterosso fu sede di numerosi cantieri, per recuperare ciò che era andato perduto. A proposito della chiesa di San Giovanni, in un documento del 9 ottobre 1704, viene detto "per ritrovarsi in fabbrica", a testimoniare che in quel periodo vi sono stati dei lavori, molto probabilmente per riparare i danni causati dal terremoto. Questi lavori hanno portato alla realizzazione di quella che può essere definita la "seconda chiesa di San Giovanni Battista", la quale, pur non avendo assunto l'aspetto attuale, indica la volontà di riedificare un simbolo dell'intero quartiere, di cui ne esprimeva l'importanza religiosa, politica e sociale. Tra le nuove opere di cui si arricchì la chiesa vi è la nuova statua di Santa Maria dei Pericoli, risalente al 1741, opera del maestro Carmelo Cultraro di Ragusa. I lavori di ristrutturazione proseguirono a più riprese per tutto il XVIII secolo.